# Anna Margaretha Zwanziger
Anna Margaretha Zwanziger, född Schönleben i Nürnberg 7 augusti 1760, död i Nürnberg 17 september 1811, var en ökänd tysk seriemördare. 
Zwanziger blev år 1796 en utfattig änka med två barn efter en notarie. Hon tog då anställning som hushållerska för en ämbetsinnehavare vid namn Glaser. Den 26 augusti 1808 avled Glaser i arsenikförgiftning. Hon tog då anställning i samma tjänst hos ännu en ämbetsman, denna gång vid namn Grohmann. Även denna gång avled hennes arbetsgivare i arsenikförgiftning 8 maj 1809. 
Under hennes nästa anställning som hushållerska hos domaren Gebhard, avled arbetsgivarens hustru 20 maj 1809 efter sin förlossning, men inte av förlossningen: hon hade uttryckt misstanken om att hon var förgiftad. Därefter insjuknade Gebhard själv och tio av hans besökare och anställda. Då ytterligare två pigor och det yngsta barnet i familjen insjuknade, utsattes maten för en analys. Stora mängder arsenik hittades då i saltet. Vid undersökning av de redan avlidna fanns alla symptom på arsenikförgiftning: låg nedbrytning av kropparna, som påminde om mumier. 
I oktober 1809 arresterades Zwanziger. Vid gripandet fanns arsenik i hennes förvar. Vid rättegången 16 april 1810 medgav hon att hon hade använt gift med avsikt att döda. Motivet misstänktes vara att hon förgäves hade hoppats på att få gifta sig med sin arbetsgivare. Hon dömdes till döden i juli 1811, och avrättades genom halshuggning 17 september 1811.